# Râul Tomnatecu Mic
Râul Tomnatecu Mic este un curs de apă, afluent al râului Bistrița Aurie. 